# Casa Berenguer
La casa Berenguer, llamada también casa Casimir Clapés, se encuentra situada en el número 246 de la calle de la Diputación de Barcelona y es un proyecto del año 1907 de los hermanos arquitectos Bonaventura y Joaquim Bassegoda i Amigó.
El encargo fue realizado por el industrial Casimir Clapés de la sociedad textil Sobrinos de Berenguer, dando completa libertad a los arquitectos en su proyecto de esta casa plurifamiliar.
El edificio modernista con influencia del neogótico, se compone de planta baja y cuatro plantas con fachada muy llamativa en la cual sobresale una tribuna, con gran profusión de ornamentación muy laboriosa labrada en piedra y un remate con un relieve que representa el trabajo textil realizado por una figura femenina en un telar con dos figuras más de dos niños. Sobre esta tribuna que acoge tres plantas se aprecia en la última dos balcones simétricos con una gran voladura y con barandillas de forja. En la cornisa superior de la fachada se encuentra dentro de una hornacina una figura femenina sedente con un huso en sus manos.
En la restauración del año 1990, se trató de conseguir la recuperación original del edificio con toda la riqueza de los materiales que se habían empleado en su construcción.

## Galería

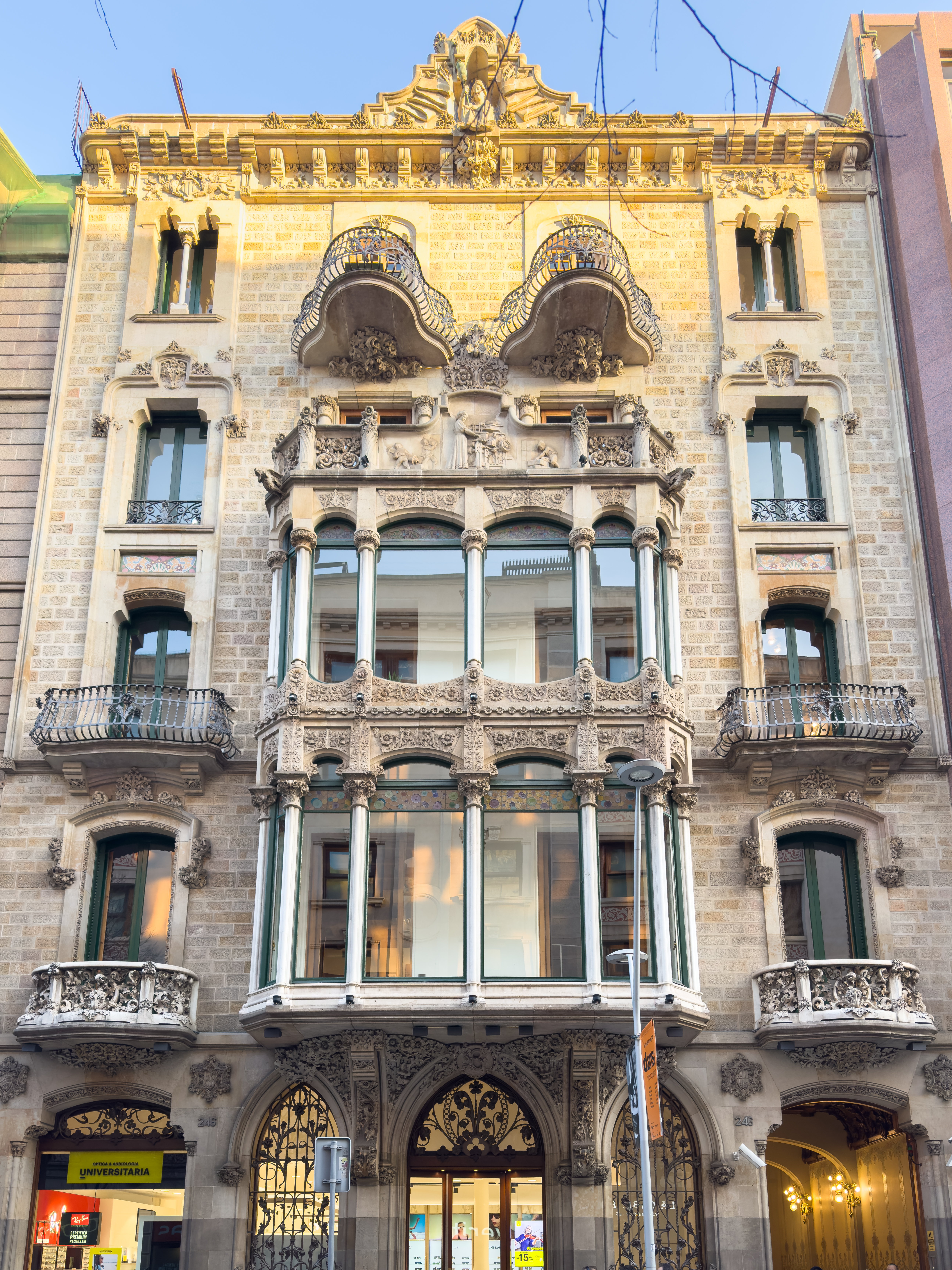
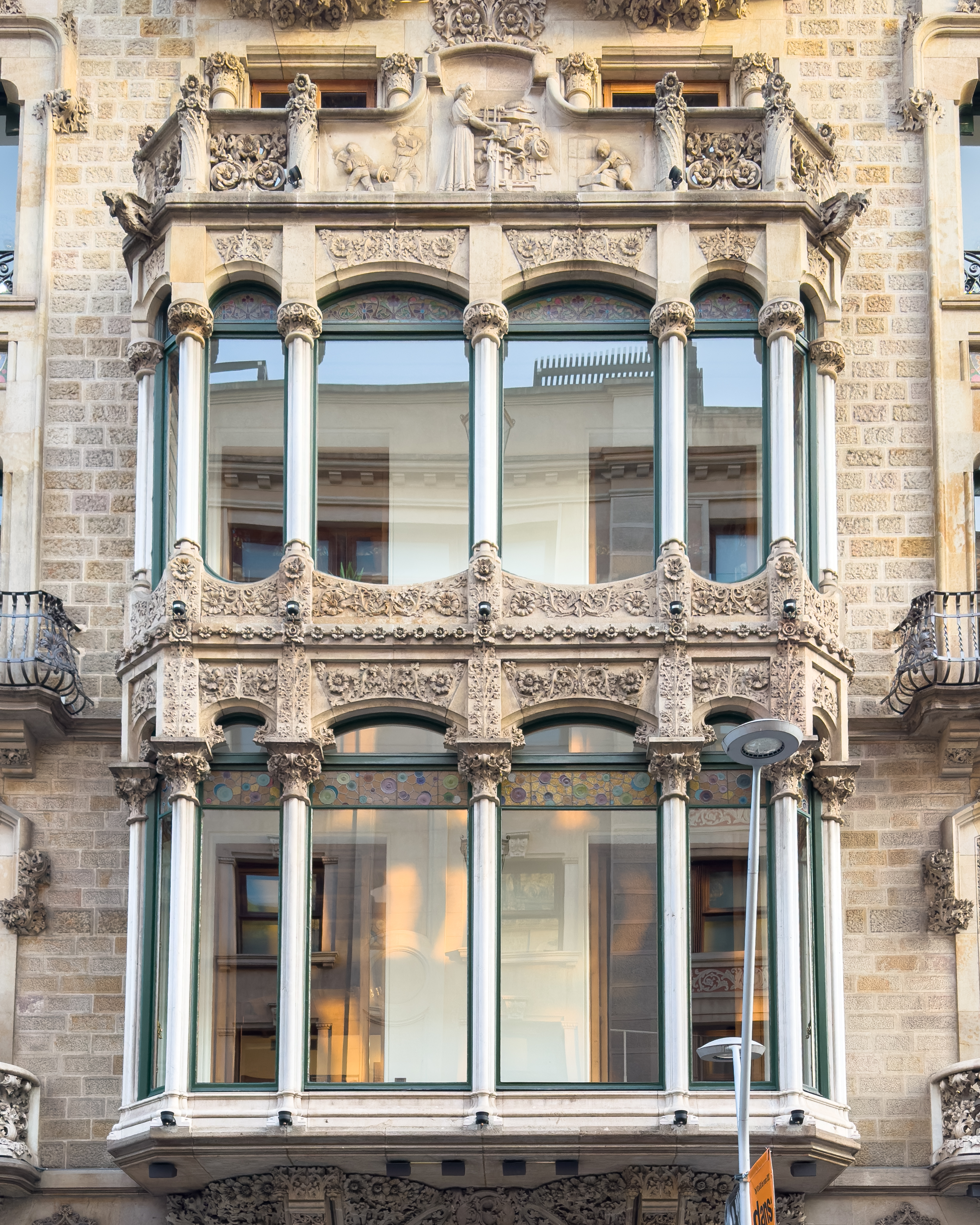
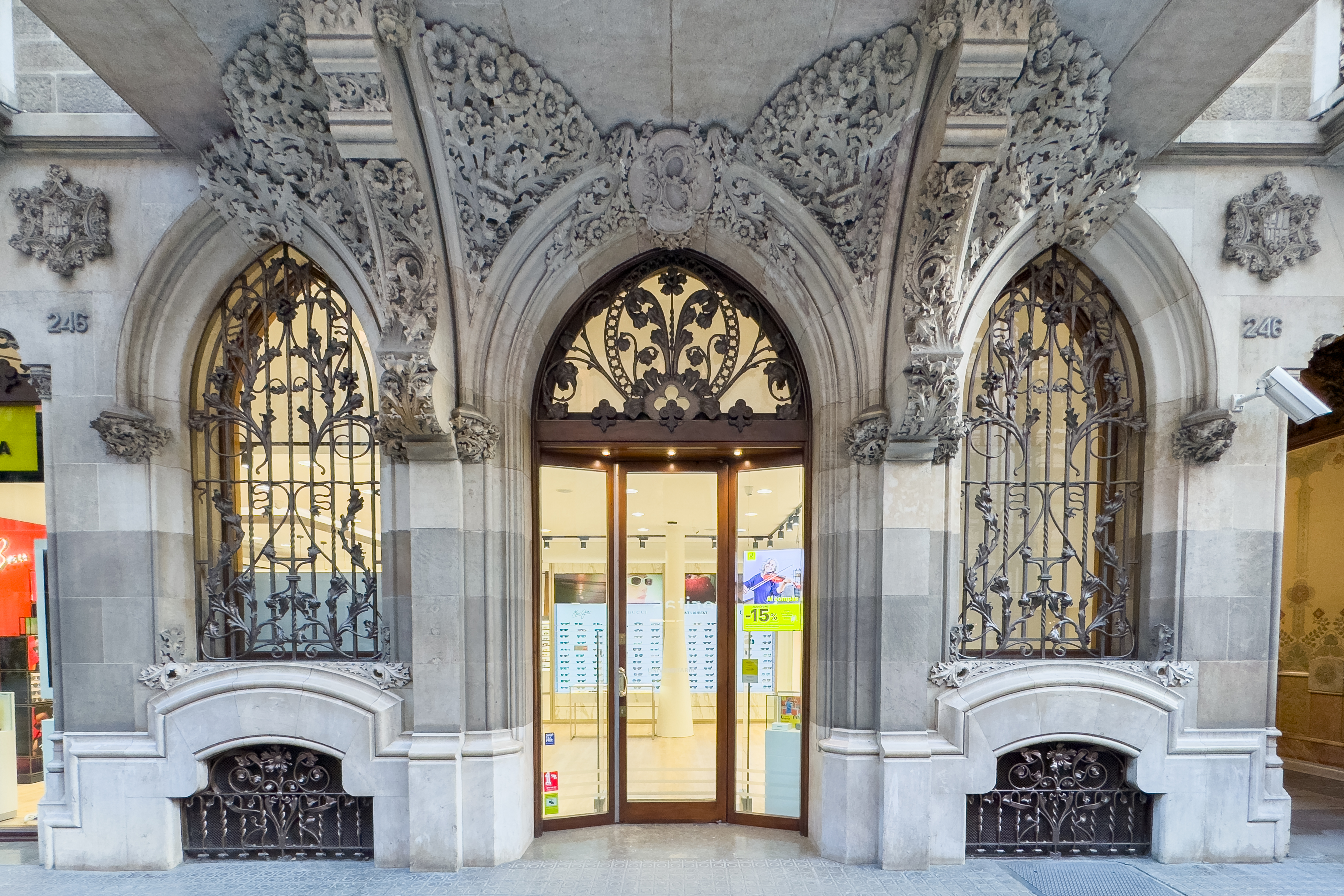
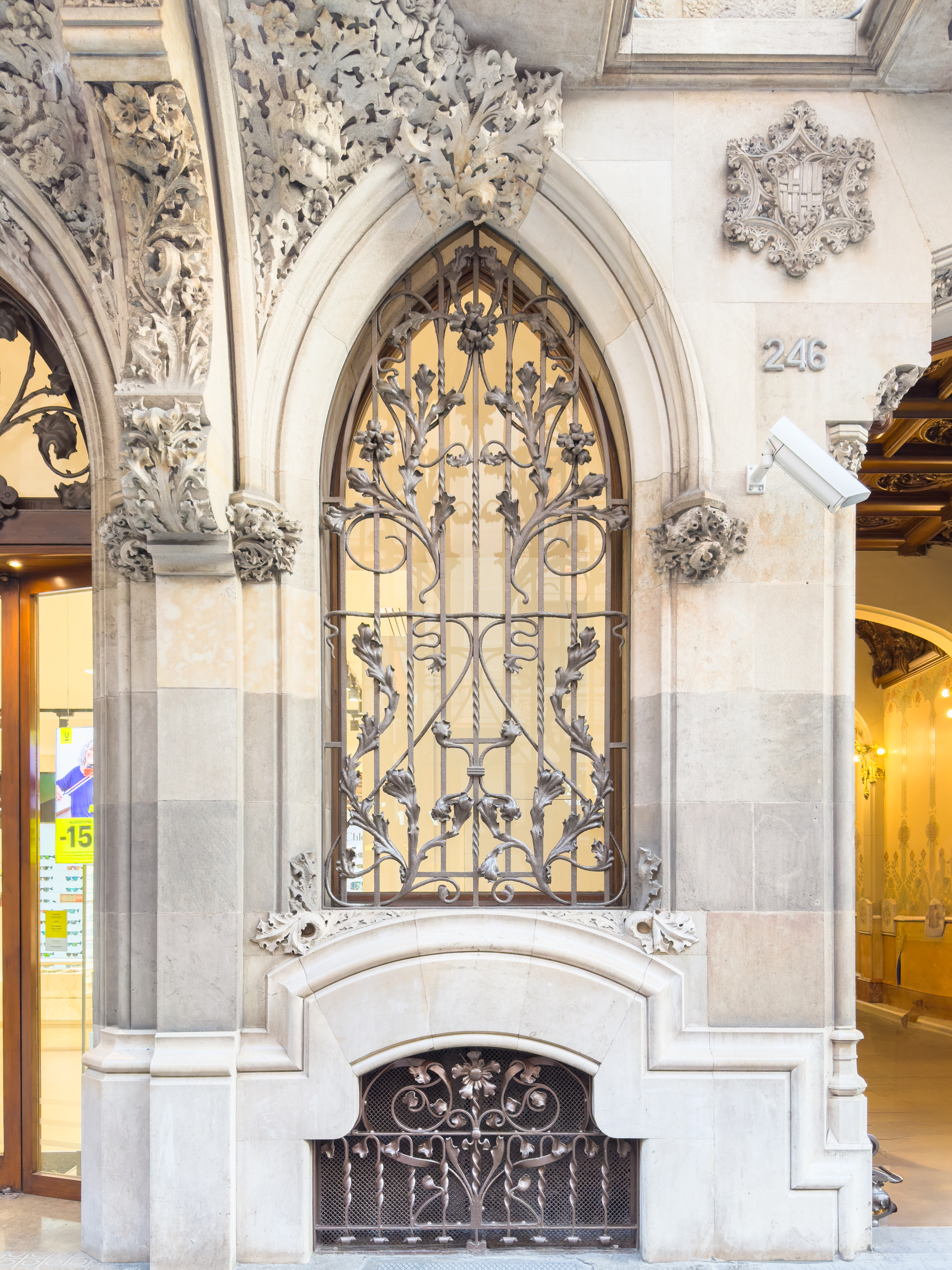
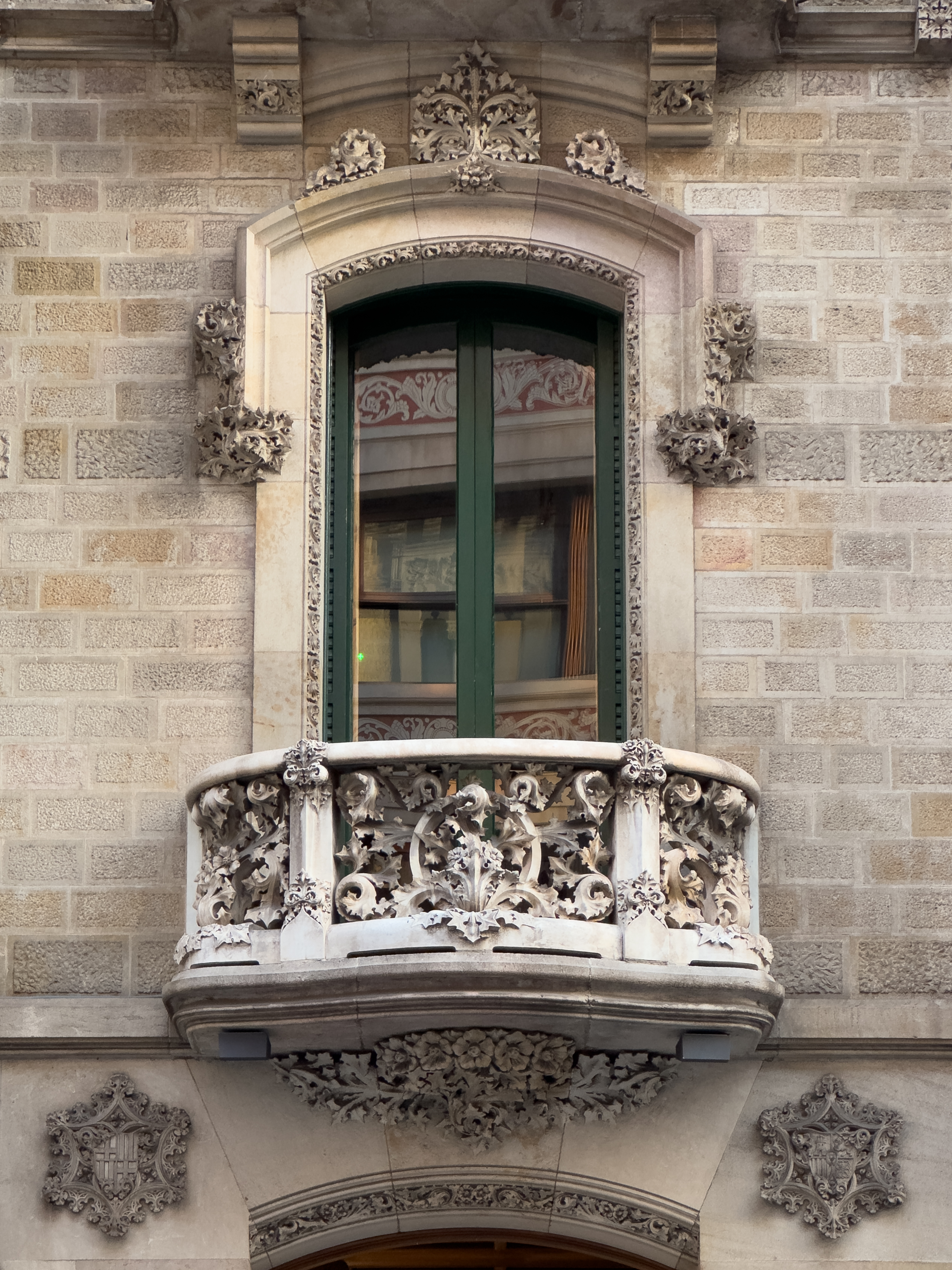
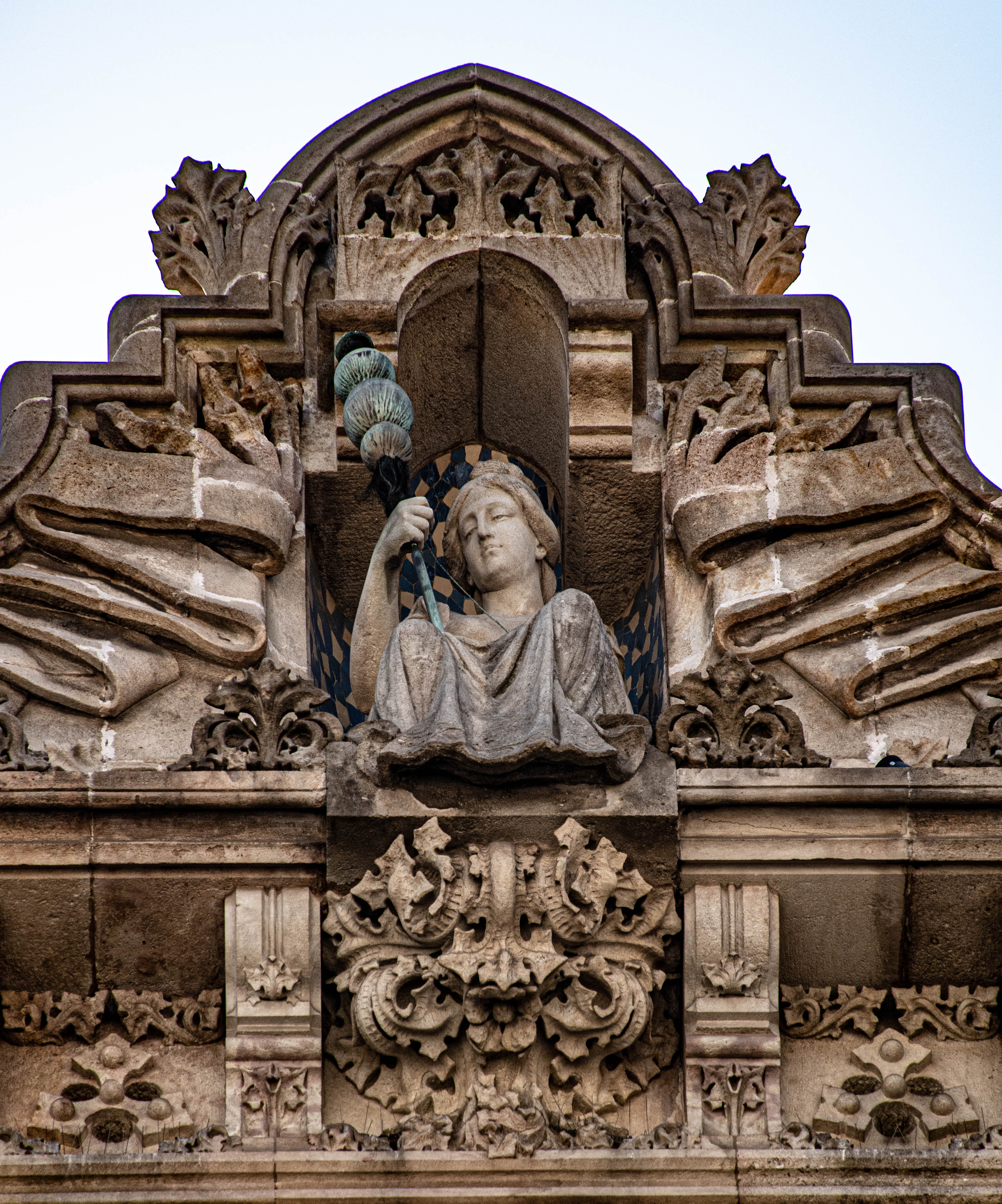
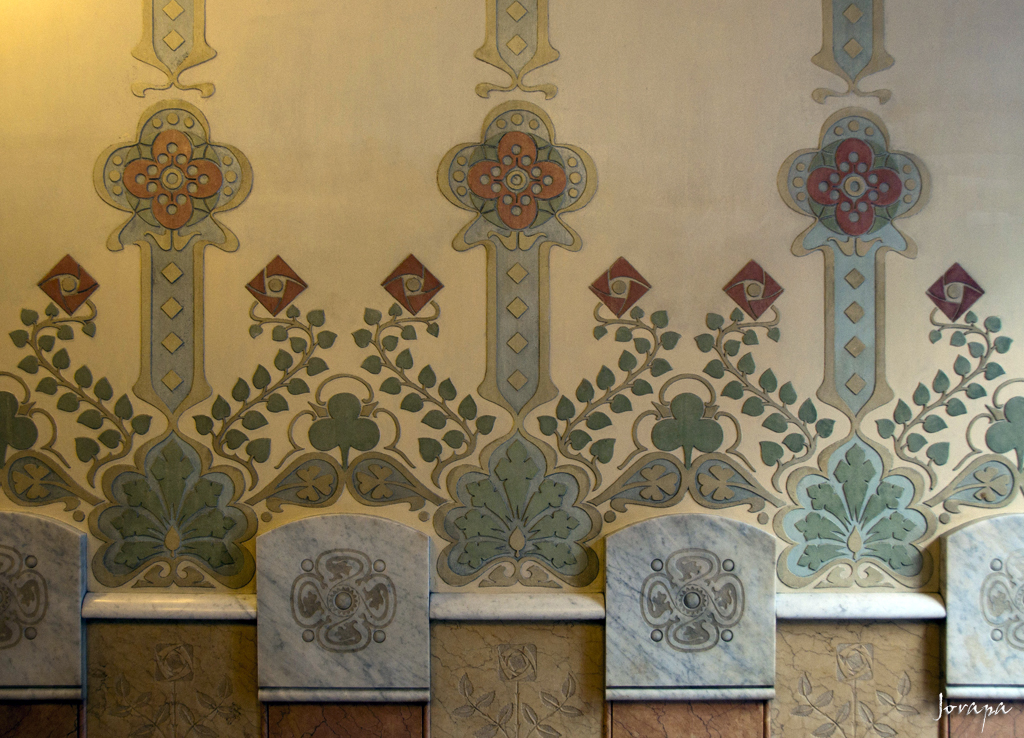
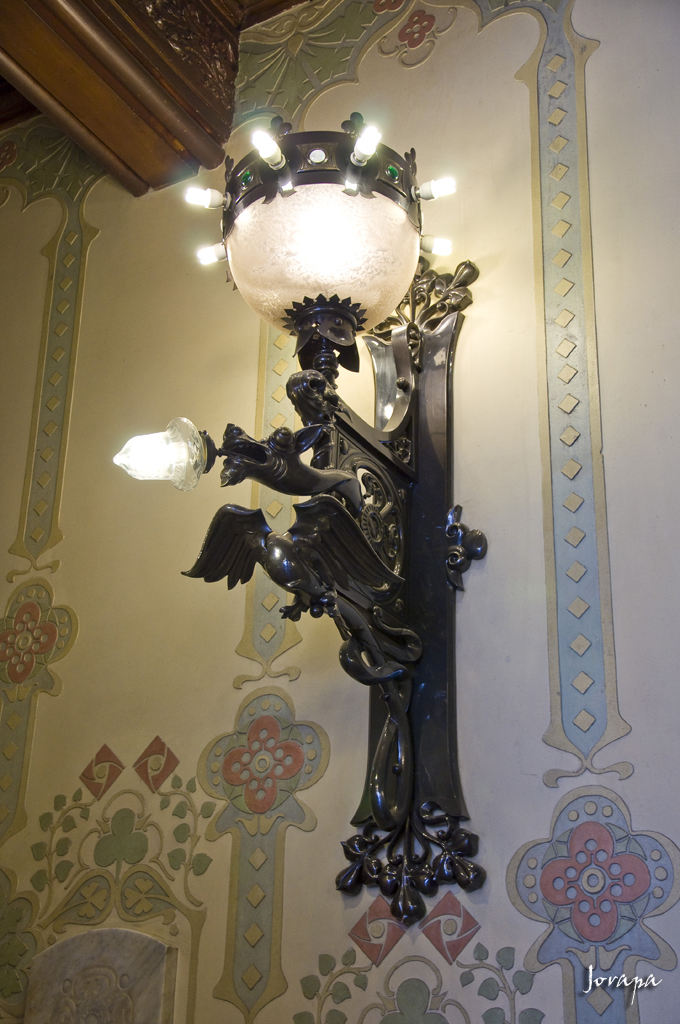
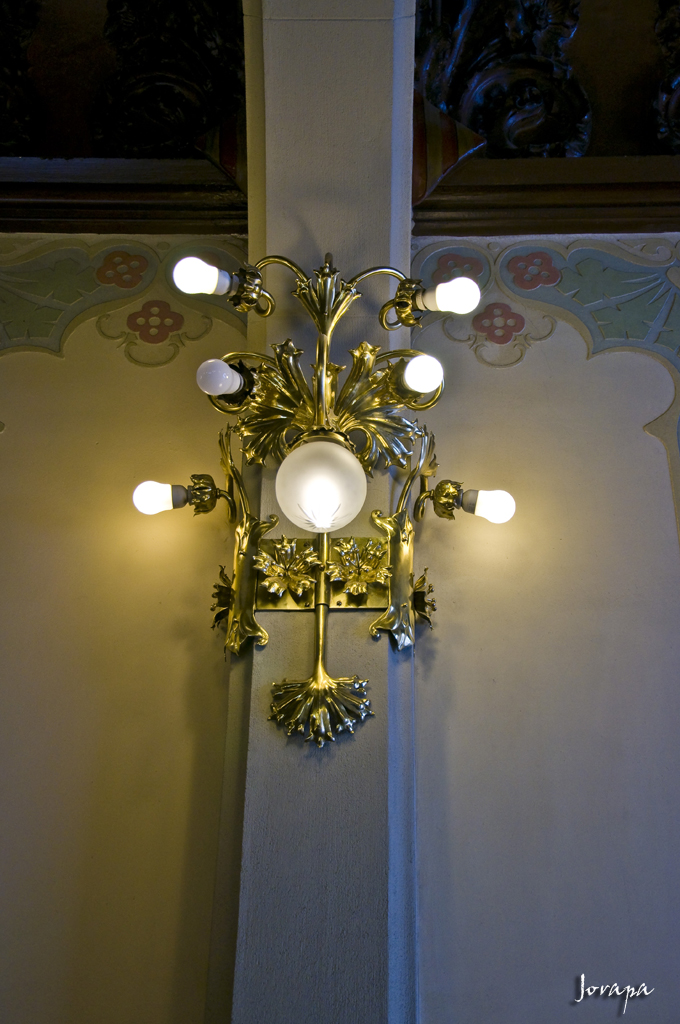
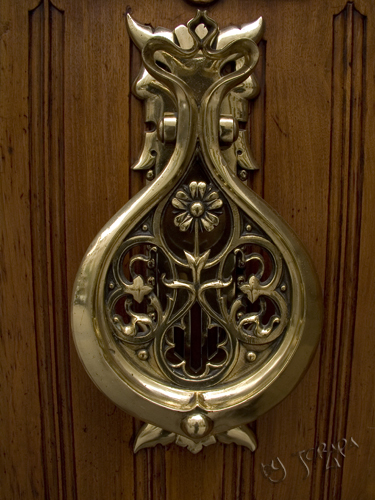